# Жизнь Христа (Джотто)
«Жизнь Христа» — серия из семи сходных по размеру и стилю картин итальянского живописца Джотто ди Бондоне, созданная предположительно в период между 1306 —1310 годами. Картины выполнены темперой и золотом на дереве и изображают главные события их жизни Иисуса Христа, а также Сошествие Святого Духа на апостолов.
Вероятно, эти картины происходят из одного и того же комплекса, первоначальное местонахождение которого неизвестно. В настоящее время картины размещены в ряде музеев: три из них находятся в Старой пинакотеке в Мюнхене и по одной картине в следующих коллекцияхː Метрополитен-музей (Нью-Йорк), Музей Изабеллы Стюарт Гарднер (Бостон), Villa I Tatti (Флоренция), Лондонская национальная галерея.

## Описание
| Картина | Название                            | Размер        | Страна         | Город     | Музей                           | Примечания |
| ------- | ----------------------------------- | ------------- | -------------- | --------- | ------------------------------- | ---------- |
|         | Поклонение волхвов                  | 44 × 45 см    | США            | Нью-Йорк  | Метрополитен-музей              |            |
|         | Сретение Господне                   | 44 × 43 см    | США            | Бостон    | Музей Изабеллы Стюарт Гарднер   |            |
|         | Тайная вечеря                       | 42.56 × 43 см | Германия       | Мюнхен    | Старая пинакотека               |            |
|         | Распятие Христа                     | 45 × 43.5 см  | Германия       | Мюнхен    | Старая пинакотека               |            |
|         | Оплакивание Христа                  | 44.5 × 43 см  | Италия         | Флоренция | Villa I Tatti                   |            |
|         | Сошествие Христа в ад               | 45 × 43.5 см  | Германия       | Мюнхен    | Старая пинакотека               |            |
|         | Сошествие Святого Духа на апостолов | 45 × 43.5 см  | Великобритания | Лондон    | Лондонская национальная галерея |            |